# Tai Tzu-ying
Pour les articles homonymes, voir Tai.
Dans ce nom, le nom de famille, Tai, précède le nom personnel Tzu-ying.
Tai Tzu-ying (en chinois traditionnel : 戴資穎 ; pinyin : Dài Zīyǐng), née le 20 juin 1994, est une joueuse de badminton taïwanaise spécialiste du simple dames.

## Carrière
En 2012, elle participe aux Jeux olympiques, à Londres où son parcours s'arrête en huitième de finale face à la Chinoise tête de série no 3 Li Xuerui, future médaillée d'or. Elle remporte quelques semaines plus tard son premier tournoi dans la catégorie des BWF Super Series en gagnant l'Open du Japon après une victoire en finale contre la Japonaise Eriko Hirose. 
Le 21 juillet 2024, elle est nommée porte-drapeau de la délégation taïwanaise aux Jeux olympiques d'été de 2024 en compagnie du B-boy Sun Zhen.

## Résultats individuels

### Médailles en compétitions internationales
| Rang                               | Année | Compétition                      | Dernier adversaire |
| ---------------------------------- | ----- | -------------------------------- | ------------------ |
| Médaille d'argent, Jeux olympiques | 2021  | Jeux olympiques                  | Chen Yufei         |
| Médaille d'or                      | 2018  | Championnats d'Asie de badminton | Chen Yufei         |
| Médaille d'or                      | 2017  | Championnats d'Asie de badminton | Akane Yamaguchi    |
| Médaille de bronze                 | 2014  | Jeux asiatiques                  | Li Xuerui          |

### Titres en tournois internationaux
| Année | Tournoi             | Adversaire en finale |
| ----- | ------------------- | -------------------- |
| 2017  | Open de Singapour   | Carolina Marín       |
| 2017  | Open de Malaisie    | Carolina Marín       |
| 2017  | Open d'Angleterre   | Ratchanok Intanon    |
| 2016  | Masters Finals      | Sung Ji-hyun         |
| 2016  | Open de Hong Kong   | P. V. Sindhu         |
| 2016  | Open de Taïwan      | Wang Shixian         |
| 2016  | Open d'Indonésie    | Wang Yihan           |
| 2014  | Masters Finals      | Sung Ji-hyun         |
| 2014  | Open de Hong Kong   | Nozomi Okuhara       |
| 2013  | Open de Malaisie    | Yao Xue              |
| 2012  | Open de Taïwan      | Lindaweni Fanetri    |
| 2012  | Open du Japon       | Eriko Hirose         |
| 2011  | Open des États-Unis | Sayaka Sato          |

 tournois Super Series Premier et Finales
 tournois Super Series
 tournois Grand Prix Gold et Grand Prix